# Анхель Боссіо
Анхель Боссіо (ісп. Ángel Bossio, 5 травня 1905, Банфілд, Аргентина — 31 серпня 1978, Буенос-Айрес, Аргентина) — аргентинський футболіст, що грав на позиції воротаря, зокрема, за клуби «Тальєрес» та «Рівер Плейт», а також національну збірну Аргентини.
Чемпіон Аргентини. У складі збірної — дворазовий переможець чемпіонату Південної Америки.

## Клубна кар'єра
Народився 5 травня 1905 року в місті Банфілд. Вихованець юнацької команди футбольного клубу «Банфілд».
У дорослому футболі дебютував 1923 року виступами за «Тальєрес», в якому провів вісім сезонів.
Своєю грою за цю команду привернув увагу представників тренерського штабу клубу «Рівер Плейт», до складу якого приєднався 1932 року. Відіграв за команду з Буенос-Айреса наступні чотири сезони своєї ігрової кар'єри. Більшість часу, проведеного у складі «Рівер Плейта», був основним голкіпером команди. За цей час виборов титул чемпіона Аргентини.
Завершив ігрову кар'єру у рідному клубі «Тальєрес», у складі якого вже виступав раніше. Прийшов до команди 1937 року, захищав її кольори до припинення виступів на полі у 1938.
Помер 31 серпня 1978 року на 74-му році життя у місті Буенос-Айрес.

## Виступи за збірну
1927 року дебютував в офіційних матчах у складі національної збірної Аргентини. Протягом кар'єри у національній команді, яка тривала 9 років, провів у її формі 21 матч.
У складі збірної був учасником Чемпіонату Південної Америки 1927 року в Перу і Чемпіонату Південної Америки 1929 року в Аргентині, здобувши на обох турнірах титули континентального чемпіона, а також чемпіонату світу 1930 року в Уругваї, де разом з командою здобув «срібло».

## Титули і досягнення
- Віце-чемпіон світу: 1930
- Срібний олімпійський призер: 1928
- Переможець чемпіонату Південної Америки (2): 1927, 1929
- Чемпіон Аргентини (1):

«Рівер Плейт»: 1936